# クリエイターズインパック
株式会社クリエイターズインパック（英: Creators in Pack Inc.）は、日本のアニメ制作会社。

## 特徴
会長のひらさわひさよしは、自分が総監督として責任を取りつつも、スタッフ陣として若手を抜擢したいという考えから、スタッフのネームバリューが求められにくいショートアニメを多く手掛けていると「アキバ総研」とのインタビューの中で説明している。たとえば、『OZMAFIA!!』では大阪スタジオの制作プロデューサー・はたなかたいちの推薦により撮影出身の橘さおりが演出担当として起用された。
アニメを作る場所は東京だけではないという考えから、大阪・名古屋・札幌といった東京以外の地域にもスタジオを設けているほか、2017年夏の時点においては在宅勤務者もいる。

## 主な作品

### テレビアニメ
| 開始年 | 放送期間    | タイトル                        | 監督                                   | 原作   | 備考                      |
| ------ | ----------- | ------------------------------- | -------------------------------------- | ------ | ------------------------- |
| 2015年 | 1月 - 3月   | みりたり!                       | 木村寛                                 | 漫画   |                           |
| 2015年 | 7月 - 9月   | だんちがい                      | 木村寛                                 | 漫画   |                           |
| 2015年 | 10月 - 12月 | ハッカドール THE あにめ〜しょん | 真衣沢かなと                           | アプリ |                           |
| 2016年 | 1月 - 3月   | おじさんとマシュマロ            | 佐々木勅嘉                             | 漫画   |                           |
| 2016年 | 7月 - 9月   | OZMAFIA!!                       | ひらさわひさよし（総）                 | ゲーム |                           |
| 2016年 | 10月 - 12月 | 奇異太郎少年の妖怪絵日記        | ひらさわひさよし（総）                 | 漫画   |                           |
| 2016年 | 10月 - 12月 | バーナード嬢曰く。              | ひらさわひさよし（総）                 | 漫画   |                           |
| 2016年 | 10月 - 12月 | Bloodivores                     | 陳燁                                   | 漫画   |                           |
| 2017年 | 7月 - 9月   | 捏造トラップ-NTR-               | ひらさわひさよし（総）                 | 漫画   |                           |
| 2017年 | 10月 - 12月 | お酒は夫婦になってから          | 橘さおり ひらさわひさよし（総）        | 漫画   |                           |
| 2018年 | 4月 - 6月   | 立花館To Lieあんぐる            | ひらさわひさよし（総）                 | 漫画   | 共同制作:スタジオリングス |
| 2019年 | 1月 - 3月   | 臨死!!江古田ちゃん              | 杉井ギサブロー 米たにヨシトモ 森本晃司 | 漫画   | 第2話・第5話・第12話      |

### OVA
- WILD ADAPTER -航 KOU-（Anproと共同制作、2015年）

### ゲーム
- 流星☆ハレーション（2014年）

### ラジオ
- Creators in Radio（2015年 - 2016年〈配信中断〉、クリエイターズインパック公式サイト）
- C.P.United[2]（2016年 - 2017年、ラジオ関西 アニたまどっとコム）
  - 2016年7月1日から2017年6月30日まで、毎週金曜日 23:30 - 24:00 に放送された。翌週の月曜日毎に『別冊ラジ関』にてインターネットラジオ配信された。
  - パーソナリティは、ひらさわひさよし、市来光弘、成海瑠奈（2017年4月7日から加入）。
  - 自社アニメをフィーチャーしたラジオタイトルになる場合がある。（期間限定パーソナリティ有り）。ラジオタイトル変遷は下記の通り。
    - C.P.United feat.OZMAFIA!!（2016年7月1日 - 9月30日）※期間限定アシスタント：鈴木美咲
    - C.P.United feat.奇異太郎少年の妖怪絵日記&バーナード嬢曰く。（2016年10月7日 - 12月30日）※期間限定パーソナリティ：長縄まりあ
    - C.P.United（2017年1月6日 - 6月30日）

### 制作協力
- RAIL WARS!（制作元請：パッショーネ、制作協力、2014年）
- 異能バトルは日常系のなかで（制作元請：TRIGGER、制作協力、2014年）
- ニンジャスレイヤー フロムアニメイシヨン（制作元請：TRIGGER、制作協力、2015年）
- 日本アニメ（ーター）見本市『ヒストリー機関』（制作元請：スタジオ六花・TRIGGER、制作協力、2015年）
- キズナイーバー（制作元請：TRIGGER、制作協力、2016年）
- リトルウィッチアカデミア（制作元請：TRIGGER、制作協力、2017年）
- 魔法陣グルグル（制作元請：プロダクション・アイジー、撮影協力、2017年）
- 将国のアルタイル（制作元請：MAPPA、制作協力、2017年）
- BanG Dream! ガルパ☆ピコ（制作元請：DMM.futureworks/ダブトゥーンスタジオ × サンジゲン、制作協力、2018年）
- BanG Dream! 2nd Season（制作元請：サンジゲン、制作協力、2019年）
- 八十亀ちゃんかんさつにっき（制作元請：サエッタ、制作協力、2019年）[3]

### その他
- 雲の森のマーカス（2017年） - 絵本プロデュース、プロモーションビデオ企画・制作

## 関連人物

### アニメーター・演出家
- 木村寛

### 制作
- 別府洋一（代表取締役）
- ひらさわひさよし（会長）
- はたなかたいち